# Bathyraja smirnovi
Bathyraja smirnovi es una especie de pez de la familia de los Rajidae en el orden de los Rajiformes.

## Reproducción
Es ovíparo y las hembras ponen huevos envueltos en una cápsula córnea.

## Hábitat
Es un pez marino de aguas profundas que vive entre 100 y 1000 m de profundidad.

## Distribución geográfica
Se encuentra desde los mares de Ojotsk y de Bering hasta el norte de Japón.

## Observaciones
Es inofensivo para los humanos.